# The Staple Singers
The Staple Singers waren eine US-amerikanische Gospel- und Rhythm-and-Blues-Band, die von den 1960er bis in die 1980er Jahre eine Reihe von Singles in die Charts brachte.

## Geschichte
Die Band fand sich 1951 zusammen, als Blues-Gitarrist Roebuck „Pops“ Staples zusammen mit seinen Töchtern Cleotha und Mavis und seinem Sohn Pervis vor einer Kirchengemeinde in Chicago sang. Sie unterschrieben erst bei United Records, dann bei Vee-Jay und 1960 schließlich bei dem jazz- und folkorientierten Label Riverside Records. Damit begann eine kurze Zeit, in der die Staples vor allem Folkaufnahmen machten und die später bei Epic fortgesetzt wurde. Why? (Am I Treated So Bad) und das Stephen-Stills-Cover For What It’s Worth kamen 1967 in die unteren Regionen der US-Charts.
1968 unterschrieb die Band dann bei Stax Records. Die ersten beiden Alben Soul Folk in Action und We’ll Get It Over wurden von Steve Cropper produziert, Booker T. & the M.G.’s agierten als Begleitband. 1970 verließ Pervis Staples dann die Singers, die Ersatz in seiner Schwester Yvonne Staples fanden. Neuer Produzent wurde Al Bell, der die Musik der Band in Richtung Funk leitete. Insgesamt hatten die Staple Singers 12 Hits bei Stax, darunter Heavy Makes You Happy (Sha-Na-Boom Boom) und I’ll Take You There, das Platz eins der Singlecharts erreichte. Nachdem Stax in finanzielle Schwierigkeiten geraten war, nahm Curtis Mayfield die Band zu seinem Label Curtom Records, wo sie den Nummer-eins-Hit Let’s Do It Again hatte.
1979 hatte die Band bei Warner Brothers nicht ganz so viel Erfolg, unterschrieb dann 1984 bei Private I und kam noch fünfmal in die R&B-Charts. 1994 beteiligten sich die Staple Singers zusammen mit Marty Stuart und dem Song The Weight an dem Sampler Rhythm, Country & Blues. 1999 wurden sie in die Rock and Roll Hall of Fame aufgenommen. „Uncloudy Day“ erschien in der Wireliste The Wire’s „100 Records That Set the World on Fire (While No One Was Listening)“ auf Rang 123.
Pops Staples starb am 19. Dezember 2000, seine Töchter Cleotha (* 11. April 1934) am 21. Februar 2013 und Yvonne (* 23. Oktober 1937) am 10. April 2018. Sohn Pervis (* 18. November 1935) starb am 6. Mai 2021.

## Diskografie

### Alben
| Jahr | Titel Musiklabel Katalog-Nr.            | Höchstplatzierung, Gesamtwochen, AuszeichnungChartplatzierungen (Jahr, Titel, Musiklabel Katalog-Nr., Platzierungen, Wochen, Auszeichnungen, Anmerkungen) | Höchstplatzierung, Gesamtwochen, AuszeichnungChartplatzierungen (Jahr, Titel, Musiklabel Katalog-Nr., Platzierungen, Wochen, Auszeichnungen, Anmerkungen) | Höchstplatzierung, Gesamtwochen, AuszeichnungChartplatzierungen (Jahr, Titel, Musiklabel Katalog-Nr., Platzierungen, Wochen, Auszeichnungen, Anmerkungen) | Anmerkungen                                                                                                |
| Jahr | Titel Musiklabel Katalog-Nr.            | UK | US | R&B | Anmerkungen                                                                                                |
| ---- | --------------------------------------- | --- | --- | --- | --- |
| 1971 | The Staple Swingers Stax 2034           | — | US117 (11 Wo.)US | R&B9 (18 Wo.)R&B | Erstveröffentlichung: März 1971 Produzent: Al Bell                                                         |
| 1972 | Be Altitude: Respect Yourself Stax 3002 | — | US19 (37 Wo.)US | R&B3 (26 Wo.)R&B | Erstveröffentlichung: Februar 1972 Produzent: Al Bell                                                      |
| 1973 | Be What You Are Stax 3015               | — | US102 (21 Wo.)US | R&B13 (24 Wo.)R&B | Erstveröffentlichung: August 1973 Produzent: Al Bell                                                       |
| 1974 | City in the Sky Stax 5515               | — | US125 (9 Wo.)US | R&B13 (15 Wo.)R&B | Erstveröffentlichung: August 1974 Produzent: Al Bell                                                       |
| 1975 | Let’s Do It Again Curtom 5005           | — | US20 (18 Wo.)US | R&B1 (23 Wo.)R&B | Erstveröffentlichung: September 1975 Soundtrack des Films Drehn wir noch’n Ding Produzent: Curtis Mayfield |
| 1976 | Pass It On Warner 2945                  | — | US155 (5 Wo.)US | R&B20 (11 Wo.)R&B | Erstveröffentlichung: September 1976 als The Staples Produzent: Curtis Mayfield                            |
| 1977 | Family Tree Warner 3064                 | — | — | R&B58 (4 Wo.)R&B | Erstveröffentlichung: September 1977 als The Staples Produzent: Eugene Record                              |
| 1978 | Unlock Your Mind Warner 3192            | — | — | R&B34 (17 Wo.)R&B | Erstveröffentlichung: Oktober 1978 als The Staples Produzenten: Barry Beckett, Jerry Wexler                |
| 1984 | Turning Point Private I 39460           | — | — | R&B43 (9 Wo.)R&B | Erstveröffentlichung: Oktober 1984 Produzenten: Henry Bush, Pervis Staples, Gary Goetzman, Mike Piccirillo |

Weitere Alben
- 1958: A Gospel Program (Splitalbum, mit The Caravans)
- 1961: Swing Low
- 1961: Swing Low Sweet Chariot
- 1962: Hammer and Nails
- 1962: The Twenty-Fifth Day of December
- 1963: This Land
- 1964: This Little Light
- 1965: Freedom Highway
- 1965: Amen!
- 1966: Why
- 1967: For What It’s Worth
- 1968: What the World Needs Now Is Love
- 1968: Pray On
- 1968: Soul Folk in Action
- 1968: I Had a Dream
- 1969: We’ll Get Over
- 1972: Tell It Like It Is
- 1973: Use What You Got
- 1980: Brand New Day
- 1981: This Time Around
- 1981: Hold On to Your Dream
- 1983: Staple Singers – Live
- 1985: The Staple Singers
- 1992: Pray On
- 1997: The Vee Jay Gospel Years
- 1999: In Praise of Him
- 2000: God’s Wonderful World
- 2002: Uncloudy Day
- 2010: I’ve Been Scorned

### Kompilationen
- 1959: Uncloudy Day
- 1960: Will the Circle Be Unbroken?
- 1962: The Best of the Staple Singers
- 1969: Gospel Gold
- 1971: The Staple Singers Make You Happy (2 LPs)
- 1972: Wattstax: The Living Word (4 Tracks; weitere Beiträge: Eddie Floyd, Carla Thomas, Rufus Thomas, The Bar-Kays, Albert King, The Soul Children und Isaac Hayes; 2 LPs)
- 1973: Good News
- 1973: The Best of the Staple Singers
- 1975: Great Day (2 LPs)
- 1977: 16 Golden Gospel Greats
- 1977: Stand by Me (2 LPs)
- 1978: The Legendary Staple Singers (2 LPs)
- 1979: Chronicle: Their Greatest Stax Hits
- 1986: Pray On
- 1986: The Best of the Staple Singers
- 1987: Respect Yourself: The Best of the Staple Singers
- 1990: Greatest Hits
- 1991: Freedom Highway
- 1995: Uncloudy Day
- 1998: The Best of the Staple Singers
- 1999: Gospel Greats
- 2000: Glory! It’s the … (2 CDs)
- 2000: Singing His Praises
- 2004: The Ultimate Staple Singers: A Family Affair 1955–1984 (2 CDs)
- 2006: Come Up in Glory: The Best of the Vee Jay Years, 1955–1961
- 2006: Stax Profiles
- 2007: The Very Best of the Staple Singers
- 2007: The Best of the Vee-Jay Years
- 2011: Platinum Gospel Collection
- 2015: Faith and Grace: A Family Journey 1953–1976 (Box mit 4 CDs)
- 2016: Four Classic Albums Plus Singles (4 CDs)
- 2017: Stax Classics

### Singles
| Jahr | Titel Album                                                            | Höchstplatzierung, Gesamtwochen, AuszeichnungChartplatzierungen (Jahr, Titel, Album, Platzierungen, Wochen, Auszeichnungen, Anmerkungen) | Höchstplatzierung, Gesamtwochen, AuszeichnungChartplatzierungen (Jahr, Titel, Album, Platzierungen, Wochen, Auszeichnungen, Anmerkungen) | Höchstplatzierung, Gesamtwochen, AuszeichnungChartplatzierungen (Jahr, Titel, Album, Platzierungen, Wochen, Auszeichnungen, Anmerkungen) | Anmerkungen |
| Jahr | Titel Album                                                            | UK | US | R&B | Anmerkungen |
| ---- | ---------------------------------------------------------------------- | --- | --- | --- | --- |
| 1967 | Why? (Am I Treated So Bad) Why                                         | — | US95 (1 Wo.)US | — | Erstveröffentlichung: 1. Mai 1967 Autor: Roebuck „Pops“ Staples |
| 1967 | For What It’s Worth (Stop, Hey What’s That Sound?) For What It’s Worth | — | US66 (4 Wo.)US | — | Erstveröffentlichung: August 1967 Autor: Stephen Stills Original: Buffalo Springfield, 1967 |
| 1970 | I Have Learned to Do Without You Only for the Lonely                   | — | US87 (4 Wo.)US | R&B13 (11 Wo.)R&B | Erstveröffentlichung: Juni 1970 unter Mavis Staples erschienen Autoren: David Jordan, Don Davis, J. J. Barnes |
| 1970 | Love Is Plentiful The Staple Swingers                                  | — | — | R&B31 (5 Wo.)R&B | Erstveröffentlichung: November 1970 Autoren: Bettye Crutcher, Bobby Manuel |
| 1971 | Heavy Makes You Happy (Sha-Na-Boom Boom) The Staple Swingers           | — | US27 (12 Wo.)US | R&B6 (13 Wo.)R&B | B-Seite von Love Is Plentiful Autoren: Bobby Bloom, Jeff Barry Original: Bobby Bloom, 1970 |
| 1971 | You’ve Got to Earn It The Staple Swingers                              | — | US97 (2 Wo.)US | R&B11 (9 Wo.)R&B | Erstveröffentlichung: Juni 1971 Autoren: Cornelius Grant, Smokey Robinson Original: The Temptations, 1965 |
| 1971 | Respect Yourself Be Altitude: Respect Yourself                         | — | US12 Platin · (14 Wo.)US | R&B2 (17 Wo.)R&B | Erstveröffentlichung: September 1971 Grammy Hall of Fame + Rock & Roll Hall of Fame Platz 468 der Rolling Stone 500 (Liste 2010) Platz 358 der Songs of the Century (RIAA, Liste 2001) Autoren: Luther Ingram, Mack Rice |
| 1972 | I’ll Take You There Be Altitude: Respect Yourself                      | UK30 Silber · (8 Wo.)UK | US1 Gold · (15 Wo.)US | R&B1 (16 Wo.)R&B | Erstveröffentlichung: März 1972 Grammy Hall of Fame Platz 281 der Rolling Stone 500 (Liste 2010) Autor: Alvertis Isbell inkl. Zitat aus Harry J. All Stars’ Liquidator, 1961                                             |
| 1972 | This World Be Altitude: Respect Yourself                               | — | US38 (7 Wo.)US | R&B6 (11 Wo.)R&B | Erstveröffentlichung: Juli 1972 Autoren: Gary William Friedman, Herb Schapiro Original: Wade Marcus, 1971 |
| 1973 | Oh La De Da (Live) Wattstax: The Living Word                           | — | US33 (9 Wo.)US | R&B4 (9 Wo.)R&B | Erstveröffentlichung: Februar 1973 Aufnahme: Wattstax-Festival, LA 1972 Autor: Phillip Mitchell |
| 1973 | Be What You Are                                                        | — | US66 (6 Wo.)US | R&B18 (8 Wo.)R&B | Erstveröffentlichung: Juni 1973 Autoren: Carl Hampton, Homer Banks, Raymond Jackson |
| 1973 | If You’re Ready (Come Go with Me) Be What You Are                      | UK34 (6 Wo.)UK | US9 Gold · (16 Wo.)US | R&B1 (17 Wo.)R&B | Erstveröffentlichung: September 1973 Autoren: Carl Hampton, Homer Banks, Raymond Jackson |
| 1974 | Touch a Hand, Make a Friend Be What You Are                            | — | US23 (13 Wo.)US | R&B3 (18 Wo.)R&B | Erstveröffentlichung: Januar 1974 Autoren: Carl Hampton, Homer Banks, Raymond Jackson |
| 1974 | City in the Sky                                                        | — | US79 (7 Wo.)US | R&B4 (13 Wo.)R&B | Erstveröffentlichung: Juni 1974 Autoren: Charles Chalmers, Donna Rhodes, Sandra Chalmers |
| 1974 | My Main Man City in the Sky                                            | — | US76 (3 Wo.)US | R&B18 (12 Wo.)R&B | Erstveröffentlichung: September 1974 Autoren: Bettye Crutcher, Bobby Manuel, Larry Nix, Mack Rice |
| 1975 | Let’s Do It Again                                                      | — | US1 Gold · (15 Wo.)US | R&B1 (18 Wo.)R&B | Erstveröffentlichung: September 1975 vom Soundtrack des Films Drehn wir noch’n Ding Autor: Curtis Mayfield |
| 1976 | New Orleans Let’s Do It Again                                          | — | US70 (6 Wo.)US | R&B4 (13 Wo.)R&B | Erstveröffentlichung: Januar 1976 vom Soundtrack des Films Drehn wir noch’n Ding Autor: Curtis Mayfield |
| 1976 | Love Me, Love Me, Love Me Pass It On                                   | — | — | R&B11 (14 Wo.)R&B | Erstveröffentlichung: Oktober 1976 als The Staples Autor: Curtis Mayfield |
| 1977 | Sweeter Than Sweet Pass It On                                          | — | — | R&B52 (5 Wo.)R&B | Erstveröffentlichung: Januar 1977 als The Staples Autor: Curtis Mayfield |
| 1977 | See a Little Further (Than My Bed) Family Tree                         | — | — | R&B77 (5 Wo.)R&B | Erstveröffentlichung: Oktober 1977 als The Staples Autoren: Barbara Acklin, Eugene Record |
| 1978 | I Honestly Love You Family Tree                                        | — | — | R&B68 (6 Wo.)R&B | Erstveröffentlichung: Januar 1978 als The Staples Autoren: Peter Allen, Jeff Barry Original: Peter Allen, 1974 |
| 1978 | Unlock Your Mind                                                       | — | — | R&B16 (15 Wo.)R&B | Erstveröffentlichung: September 1978 als The Staples Autoren: David Coe, Michael Roe |
| 1979 | Chica Boom Unlock Your Mind                                            | — | — | R&B82 (3 Wo.)R&B | Erstveröffentlichung: Februar 1979 als The Staples Autoren: Jimmie Cameron, Vella Cameron |
| 1984 | H-A-T-E (Don’t Live Here Anymore) Turning Point                        | — | — | R&B46 (8 Wo.)R&B | Erstveröffentlichung: April 1984 Autoren: E. Thomas, G. Jackson, M. Franklin |
| 1984 | Slippery People Turning Point                                          | UK78 (5 Wo.)UK | — | R&B22 (14 Wo.)R&B | Erstveröffentlichung: August 1984 Platz 4 (11 Wochen) in den US-Dance-Charts Autoren: David Byrne, Chris Frantz, Jerry Harrison, Tina Weymouth Original: Talking Heads, 1983                                             |
| 1984 | This Is Our Night Turning Point                                        | — | — | R&B50 (12 Wo.)R&B | Erstveröffentlichung: November 1984 Autoren: Gary Goetzman, Mike Piccirillo |
| 1985 | Are You Ready? The Staple Singers                                      | — | — | R&B39 (11 Wo.)R&B | Erstveröffentlichung: August 1985 Autoren: Charlie Allen, John Hill |
| 1985 | Nobody Can Make It on Their Own The Staple Singers                     | — | — | R&B89 (7 Wo.)R&B | Erstveröffentlichung: Dezember 1985 Autoren: Gary Goetzman, Mike Piccirillo |

Weitere Singles
- 1956: If I Could Hear My Mother
- 1956: Uncloudy Day
- 1957: I’m Coming Home
- 1958: I Had a Dream
- 1958: Low Is the Way
- 1958: Since He Lightened My Heavy Load
- 1959: So Soon
- 1960: This May Be My Last Time
- 1960: Don’t Drive Me Away
- 1960: Pray On
- 1961: Don’t Knock
- 1962: Hammer and Nails
- 1962: Swing Low
- 1962: Gambling Man
- 1962: The Virgin Mary Had One Son
- 1963: Let That Liar Alone
- 1963: This Land
- 1963: I’m So Glad
- 1963: Wish I Had Answered
- 1964: More Than a Hammer and Nail
- 1965: Standing at the Bedside of My Neighbor
- 1965: Samson and Delilah
- 1965: Freedom Highway
- 1965: Hammer and Nails / Samson and Delilah
- 1965: What Are They Doing? (In Heaven Today)
- 1965: Why? (Am I Treated Do Bad) (Promo)
- 1966: I Will Trust in the Lord
- 1966: Step Aside
- 1966: Pray On
- 1967: He
- 1968: Let’s Get Together
- 1968: Crying in the Chapel (Mavis Staples with the Staple Singers)
- 1968: Long Walk to D. C.
- 1968: The Ghetto
- 1969: (Sittin’ on The) Dock of the Bay
- 1969: The Challenge
- 1969: When Will We Be Paid
- 1970: Help Me Jesus
- 1970: Give a Damn
- 1970: Brand New Day
- 1970: Who Took the Merry Out of Christmas
- 1971: For What It’s Worth
- 1975: Back Road into Town
- 1980: Mystery Train
- 1981: Hold On to Your Dreams
- 1982: Washington We’re Watching You
- 2003: Going Away(Hilltribe vs. The Staple Singers)
- 2015: Faith and Grace